# Писинделид
Писинделид (др.-греч. Πισίνδηλις) — персидский правитель Галикарнаса из династии Лигдамидов, правивший в V веке до н. э.

## Биография
Матерью Писинделида была Артемисия I. Имя её сына указано только в Византийской энциклопедии «Суда». Оно носит чисто карийское происхождение, в отличие от имени самой Артемисии. Имя отца Писинделида исторические источники не называют. Гельмут Берве высказал предположение, что его звали Мавсолом. Игорь Суриков считает, что муж Артемисии был сыном Лигдамида I, и, таким образом, родным братом собственной супруги. В этом нет ничего экстраординарного, так как среди карийской аристократии подобные браки были не редкостью.
Геродот писал, что в 480-м году до н. э., когда Ксеркс выступил походом на Элладу, Писинделид был совсем мал. Поэтому флот Галикарнаса, а также ряда соседних областей возглавила его мать, проявившая в ходе войны решительность и рассудительность.
Суда называет сыном Писинделида Лигдамида II. Однако, исходя из известных фактов хронологии событий, такие специалисты как Адольф Шёлль, Франц Рюль, Генрих Штейн пришли к выводу о том, что названные правители Галикарнаса были братьями. Ведь в промежуток времени между 480 и 454 годами (когда полис был уже свободен), как отмечает Фёдор Мищенко, «должны быть втиснуты и регентство Артемисии, и правление Писинделида, и долговременная тирания Лигдамида».

### Первичные источники
- Геродот. История. — Т. VII. 99.
- Византийская энциклопедия «Суда»

### Исследования
- Мищенко Ф. Г. Геродотъ. Исторія въ девяти книгахъ. Переводъ съ греческаго. — М., 1888.
- Суриков И. Е. Геродот. — М., 2009.
- Гельмут Берве. Тираны Греции. — Ростов н/Д., 1997.

### В художественной литературе
- Упоминается в романе Сергея Шаповалова «Дорогами илархов».